# Euscelidia trifoliata
Euscelidia trifoliata är en tvåvingeart som beskrevs av Emile Janssens 1953. Euscelidia trifoliata ingår i släktet Euscelidia och familjen rovflugor.
Artens utbredningsområde är Burundi. Inga underarter finns listade i Catalogue of Life.